# Anxo Quintana

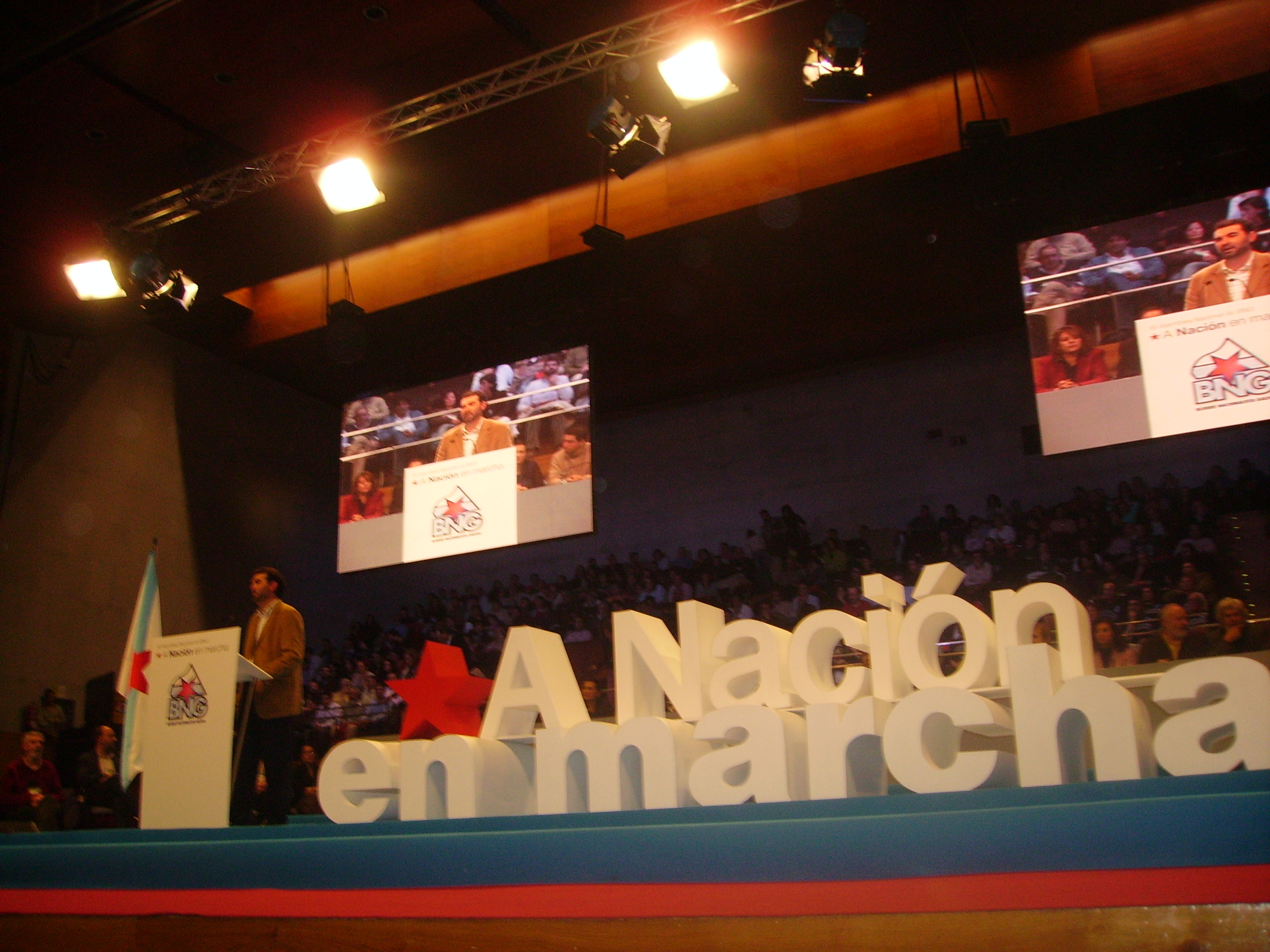
Quintana no Congresso do BNG em 2006.

Anxo Manuel Quintana González (Allariz, 25 de fevereiro de 1959) é um político galego (espanhol), actual vice-presidente da Galiza. É filiado ao Bloco Nacionalista Galego.
Conselheiro em Alhariz (1983-2000), alcalde (o presidente do município) de Allariz (1989-2000) depois de uma revolta popular ter expulso o anterior alcalde. Vice-presidente da Federación Galega de Municípios e Províncias (1995-2000). Senador desde 1999. Coordenador do Executivo Nacional do BNG 2002-2003. É o porta-voz Nacional do BNG desde o 23 de novembro de 2003.
Concorreu às eleições ao Parlamento da Galiza em 19 de junho de 2005, e através do pacto entre BNG e PSdeG, assumiu a vice-presidência do Governo da Junta da Galiza.